# Фонтаны Пятигорска

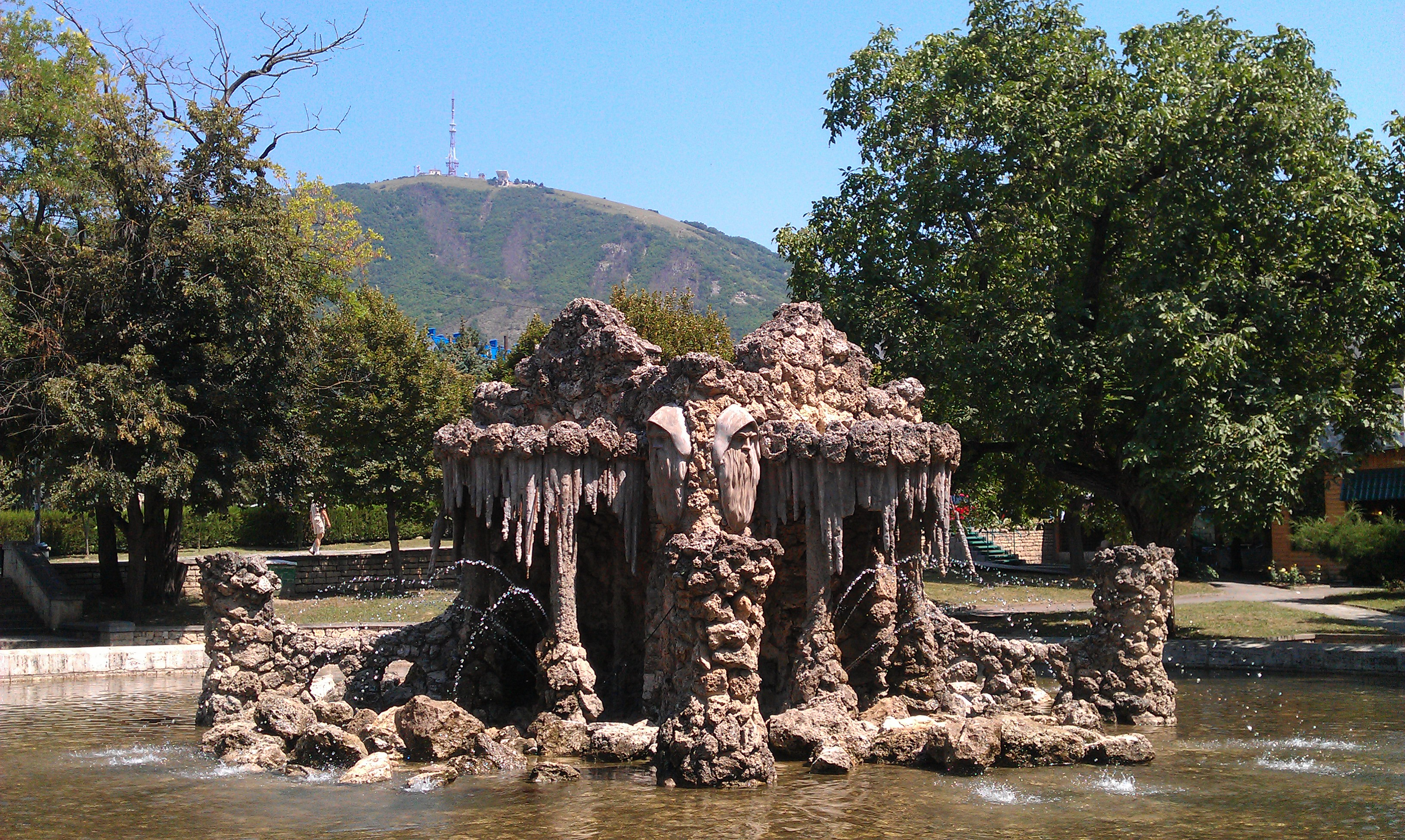
Фонтан «Деды»

Первые общественные водопроводы Пятигорска появились в середине XIX века. От пресных источников горы Бештау были проложены керамические трубы и каменные желоба. В 1890 году от Юцкого источника пресной воды в Пятигорске был проведён новый водопровод. Это дало возможность устройства декоративных водоёмов в центре города — фонтанов. В разные годы фонтаны выполняли различные функции: использовались для забора воды населением и служили пожарными водоёмами, а также выполняли эстетические функции. Напоминанием о существовавшей системе городского водопровода являются немногочисленные старинные люки с аббревиатурой «П. Г. В.».
Сезон работы фонтанов в Пятигорске начинается в мае-июне и продолжается до наступления заморозков в октябре-ноябре. На зимнее время оборудование из чаш фонтанов демонтируется и они сверху накрываются деревянными настилами, поверх которых устанавливается новогодняя иллюминация. Несмотря на запрет купания в фонтанах, он повсеместно нарушается, что нередко приводит к порче их оборудования.

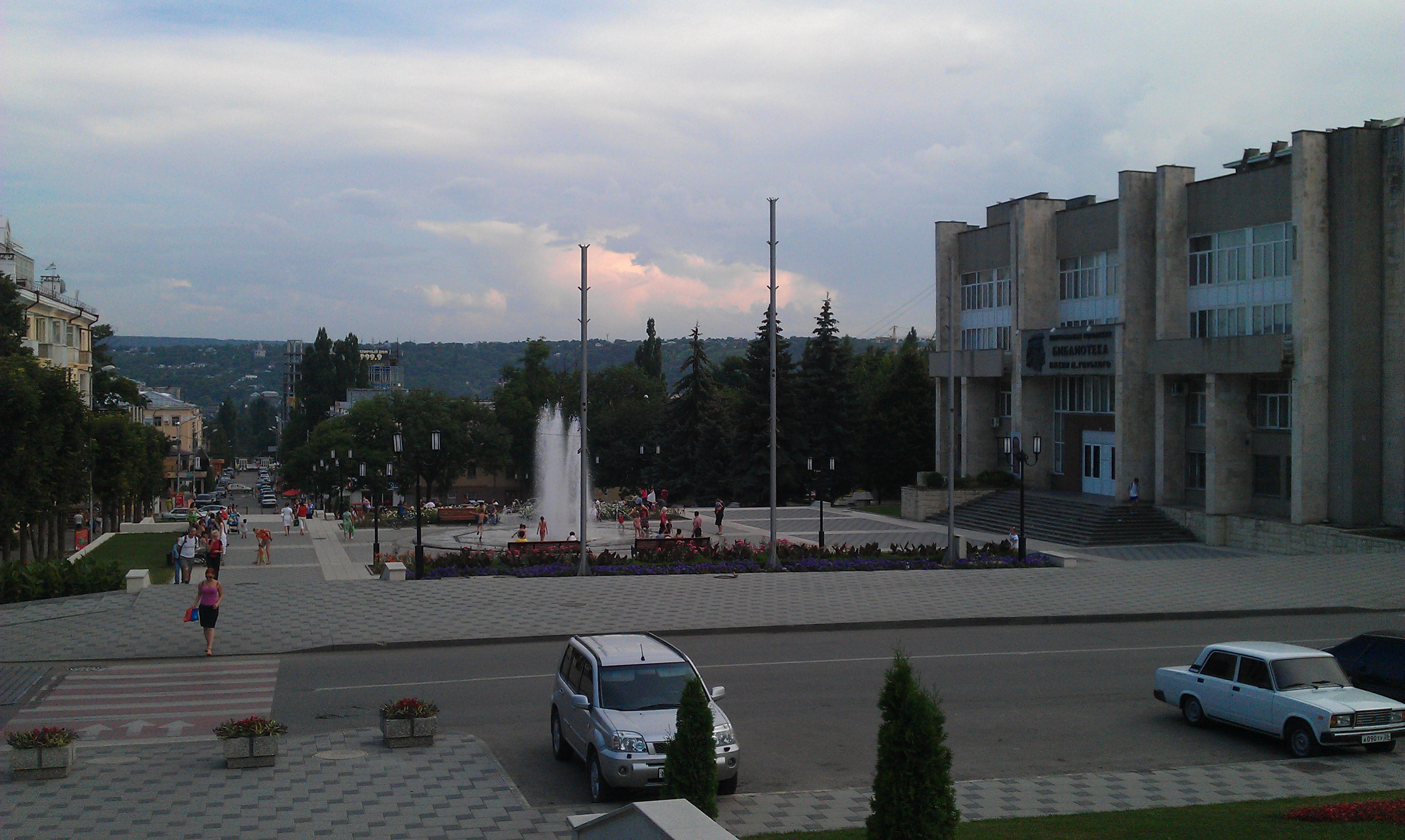
Фонтан на площади перед зданием библиотеки им. М. Горького

## Исторические фонтаны (1890—1917 гг.)
- Фонтан «Гномы» (он же «Деды») расположен в сквере между проспектом Кирова и улицей Рубина. Один из старейших фонтанов Пятигорска. Первое название — «Великан»[4]. В 1910 году на месте фонтана «Великан» скульптором Л. К. Шодким устроена многофигурная композиция нового фонтана, состоящая из маскаронов-гномов (которых в народе прозвали «Дедами») — хранителей подземных рудных и водных богатств по древнегерманской мифологии. Поэтому фонтан первоначально назван «Гномы»[5]. Неоднократно восстанавливался и реконструировался, последний раз — в 2010 году (установлена новая цветная подсветка).
- Фонтан у подпорной стены Лермонтовского сквера. Осенью 2014 года во время подготовки к празднованию 200-летия со дня рождения М. Ю. Лермонтова был восстановлен. Все последующие годы фонтан не работал.
- Фонтан «Удачный улов» в парке «Цветник»[6][7].

## Фонтаны советского времени (1917—1991)
- «Поющий фонтан» у входа в парк «Цветник» (со стороны ЗАГСа). Построен в 1970-е гг.[8][неавторитетный источник], в 1990-е гг. заброшен. В 2015 году был восстановлен на средства Армянской национальной общины. Во время реконструкции была усилена гидроизоляция чаши и заменено оформление бортов. Установлено новое оборудование и музыка[9].
- Новый «Поющий фонтан» — полностью переделанный (в 2010 году) фонтан на площади Ленина перед зданием администрации города. Оборудован динамической подсветкой и движущимися фонтанными насадками. В летнее время по вечерам в пятницу и субботу проходит цветомузыкальное представление[10] (единственная 10-минутная программа каждые полчаса).
- Фонтан перед городской библиотекой на улице Козлова. Полностью переделан в 2010 году — теперь это фонтан без чаши.
- Фонтан на «Подкове» (напротив Комсомольского парка). Реконструирован в 2010 году.
- Фонтан в Парке Победы. Построен во время реконструкции парка в 2018 году. Устроен на месте нескольких прямоугольных чаш старого фонтана. Фонтан имеет круглую чашу диаметром 16 м. Вместе с рисунком мощения площади вокруг фонтан в плане имеет форму звезды[11].
- Каскад фонтанов на ул. Лермонтова напротив санатория «Руно».
- Фонтан перед главным корпусом санатория «Родник».
- Фонтаны на территории санатория Министерства Обороны.
- Фонтан на территории корпуса санатория Министерства Обороны на бульваре Гагарина.
- Фонтан на территории санатория «Машук».
- «Чаша слёз» на мемориале «Огонь Вечной Славы».
- Фонтан в сквере им. Ю. А. Гагарина (не функционирует).
- Фонтан в сквере им. Г. Г. Анджиевского. Старый фонтан находился немного севернее центра сквера. Он представлял собой каменную чашу неправильной формы, дно которой располагалось ниже уровня земли, в чаше было установлено несколько форсунок которые давали небольшой столб воды в одну струю. В 2015 году сквер был реконструирован[12] и в нём установлен новый фонтан с классической чашей. Осенью 2015 года состоялся пробный пуск, а весной 2016 года фонтан был введён в действие[13].

## Современные фонтаны (после 1991 года)
- Декоративные фонтаны у здания кафе «Адмирал» на проспекте Кирова (район начальной школы № 17).
- Фонтан в помещении торгово-развлекательного центра «Вершина Плаза» на улице Ессентукской.
- Фонтан перед входом в главный корпус Пятигорского государственного университета.
- Фонтан на колоннаде при входе на бульвар Гагарина. Открытв 2008 году[14].
- Два фонтана на территории парка Культуры и отдыха им. С. М. Кирова.
- Три круглые чаши фонтанов с подсветкой в парке Культуры и отдыха им. С. М. Кирова. Открыты 11 сентября 2016 года на аллее парка, ведущей от стадиона «Центральный» к пруду[15].
- Каскадный фонтан на вершине горы Машук около верхней станции канатной дороги. Открыт в августе 2015 года[16]
- Фонтан перед зданием «Пятигорский городского водоканал» на ул. Дунаевского.
- Фонтан перед зданием супермаркета «Жемчужина» (бывшая «Вершина») в районе универсама. В начале 2010-х гг. это был фонтан с чашей, и внутри находилась конструкция, схожая с ежом. В 2016 году, когда в супермаркете состоялся ребрендинг и «Вершина» была переименована в «Жемчужину», вместо «ежа» был устроен новый фонтан-невидимка (без чаши), схожий с тем, что стоит у здания городской библиотеки.
- Фонтан на центральной аллее проспекта Кирова (район дома № 12). Открыт в 2017 году[17]
- Фонтан на главной аллее парка Победы. Диаметр чаши фонтана 16 метров. Построен в 2018 году[18].
- В 2019 году в Комсомольском парке около супермаркета «Жемчужина» открыты два фонтана без чаш

## Утраченные фонтаны
- Фонтан около Пушкинских ванн перед лестницей к Академической галерее. Вероятно, утрачен в 1930—1931 гг. при строительстве каскадной лестницы к зданию Академической галереи.
  - Фонтан около Пироговских ванн. Чаша сохранилась, но оборудование не работает. В 2020 году проведён косметический ремонт фонтана, рядом установлен памятник С. В. Михалкову[19].
- Фонтан на месте здания Спасского собора. Устроен в 1980-е годы. Не функционировал. Центральная чаша фонтана сейчас установлена на цветочной клумбе перед корпусом № 2 санатория «Руно» на ул. Соборной.
- Фонтан на территории Государственного музея-заповедника М. Ю. Лермонтова. Находился по дороге от литературного отдела к Домику. Устроен в 1950-е годы (?), разобран в 1970-е (?). В центре чаши была установлена скульптура «Бой Мцыри с барсом» работы Ирины Фёдоровны Шаховской. Демонтирован в 1960—1970-е годы во время мемориализации территории музея.
- Несколько (от двух до четырёх) фонтанов на территории Парка культуры и отдыха им. С. М. Кирова (Казённого парка). Утрачены в советское время при реконструкции парка.
- Фонтаны на территории частных домовладений: фонтан в усадьбе П. С. Верзилина на улице Лермонтовской (осталась чаша); круглый фонтан на одной из усадеб на улице Чкалова.
- Пять фонтанов на участке проспекта им. Кирова от перекрёстка с ул. Соборной до ул. им. Карла Маркса. Устроены к 200-летию Кавказских Минеральных Вод. В 2010-х гг. при реконструкции бульвара были демонтированы. Все скульптуры были перемещены в парк Культуры и отдыха им С. М. Кирова. Остался один каскадный фонтан около кафе «Печорин».
- Фонтан перед универсальным магазином «Универсам». Утрачен при строительстве нового здания торгового центра.
- Фонтан перед зданием Универмага. В 2010-х гг. фонтан был демонтирован. На его месте около десяти лет ведётся строительство.
- Фонтан перед зданием горадминистрации. В 90-е годы XX века переделан в цветочную клумбу. В 2010 году при реконструкции площади чаша была демонтирована.
- Два фонтана на территории детского сада № 31 «Заря». Использовались как место для купания детей и для эстетики территории. В 1990-е годы восточный фонтан превращён в клумбу; западный функционировал.
- Фонтан на проспекте Кирова на открытой площадке кафе около кофейни «Jazzve» (напротив здания Пятигорской грязелечебницы). Демонтирован.
- Фонтан у ресторана «Вавилон» (комплекс здания «Нового Дома быта») на проспекте Кирова. В 2010-е годы демонтирован.
- Фонтан на проспекте Кирова перед Главпочтамтом около бывшего кафе «Какаду» (здание не сохранилось).
- Фонтан напротив шашлычной «У Фонтана» рядом с парком Культуры и отдыха им С. М. Кирова. В центре чаши была скульптура, схожая с теми, что стояли в утраченных фонтанах на проспекте Кирова. После закрытия шашлычной фонтан перестал функционировать. В 2018 году был разрушен вандалами.

## Осталось в проектах
- Строительство каскада фонтанов по всей длине улицы Лермонтова от санатория им. Лермонтова до современного памятника В. И. Ленину на площади Ленина.